# Daihatsu Taft
Daihatsu Taft (яп. ダイハツ・タフト, TAFT означает жесткий всемогущий полноприводный транспорт от англ. Tough Almighty Fourwheeldrive Transport) — полноприводный автомобиль и кей-кар (с 2020 года) производства Daihatsu, собирался с 1974 по 1984 годы и с 2020 года по настоящее время. На некоторых рынках он также продавался как Daihatsu Wildcat и как Daihatsu Scat. В Австрии Taft назывался Daihatsu Pionier. Daihatsu Taft внешне похож на Suzuki Jimny, хотя и немного больше, на смену ему позже пришел Daihatsu Rugger (также известный как Rocky или Fourtrak).
Первой моделью Taft был F10, появившийся в 1974 году. Он оснащался 1,0-литровым (958 куб.см) бензиновым двигателем и четырёх-ступенчатой трансмиссией с двух-ступенчатой раздаточной коробкой. F10 был доступен в версиях софттопа с короткой колёсной базой (SWB) и хардтопа. У внедорожника Daihatsu Taft были версии с металлическим и тканевым верхом, а позднее появился и вариант с кузовом пикап. 
Около 1977 года, F10 был сменен серией F20 с 1,6-литровым (1587 куб.см) бензиновым двигателем 12R. Примерно в то же время появилась версия F50 с 2,5-литровым DG дизелем. Обе модели имели улучшенную трансмиссию и были доступны в версиях SWB софттоп и хардтоп, либо четырёх- или шести-местных. В 1979 году, версии F20 и F50, оснащённые люком, появились как модели F25 и F55. Около 1983 года, доработанные модели F20/F25 стали доступны одновременно с опциональной версией Deluxe и опциональной пяти-ступенчатой коробкой передач. В это время модели F50/F55 были заменены на F60/F65 с 2,8-литровым DL дизелем, с той же модели Deluxe и опциональной пяти-ступенчатой коробкой передач. В Европе, Джованни Микелотти продавал роскошно оборудованный вариант Taft, версию более позднего Bertone Freeclimber.
Между 1981 и 1984 годами, Toyota продавала автомобиль Taft как Toyota Blizzard. Оснащенный 2,2-литровым L дизелем, LD10 Blizzard представлял собой ту же опциональную модель Deluxe снаряженную как Taft.
В 1984 году, моделям Taft/Scat пришел на смену Daihatsu Rugger (Fourtrak в Великобритании, Rocky в Австралии и большинстве европейских рынков). В Индонезии, последующий Daihatsu Rugger/Rocky/Fourtrak продолжал использовать название Taft.

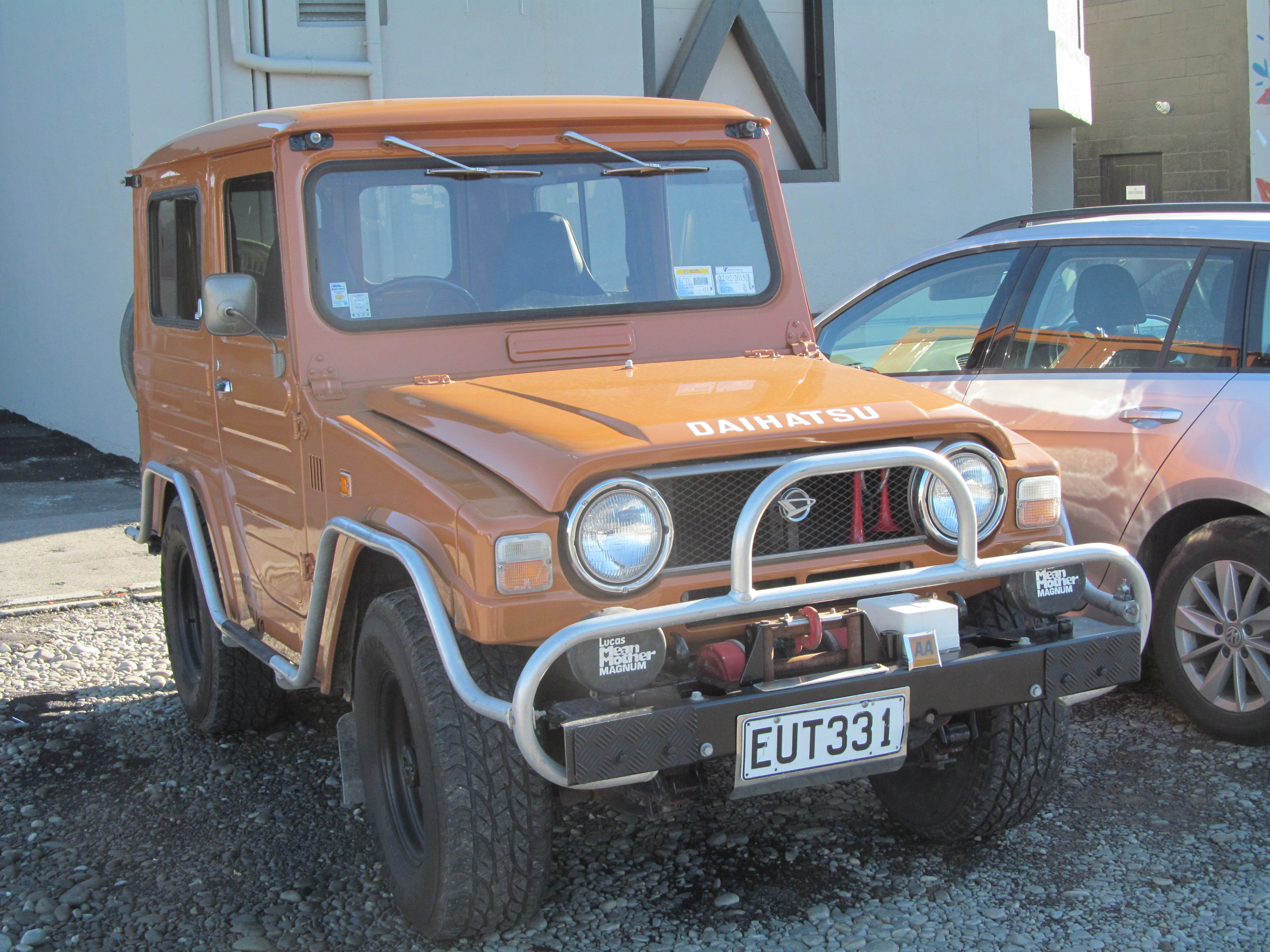
Daihatsu Taft F20 (1978, Новая Зеландия)
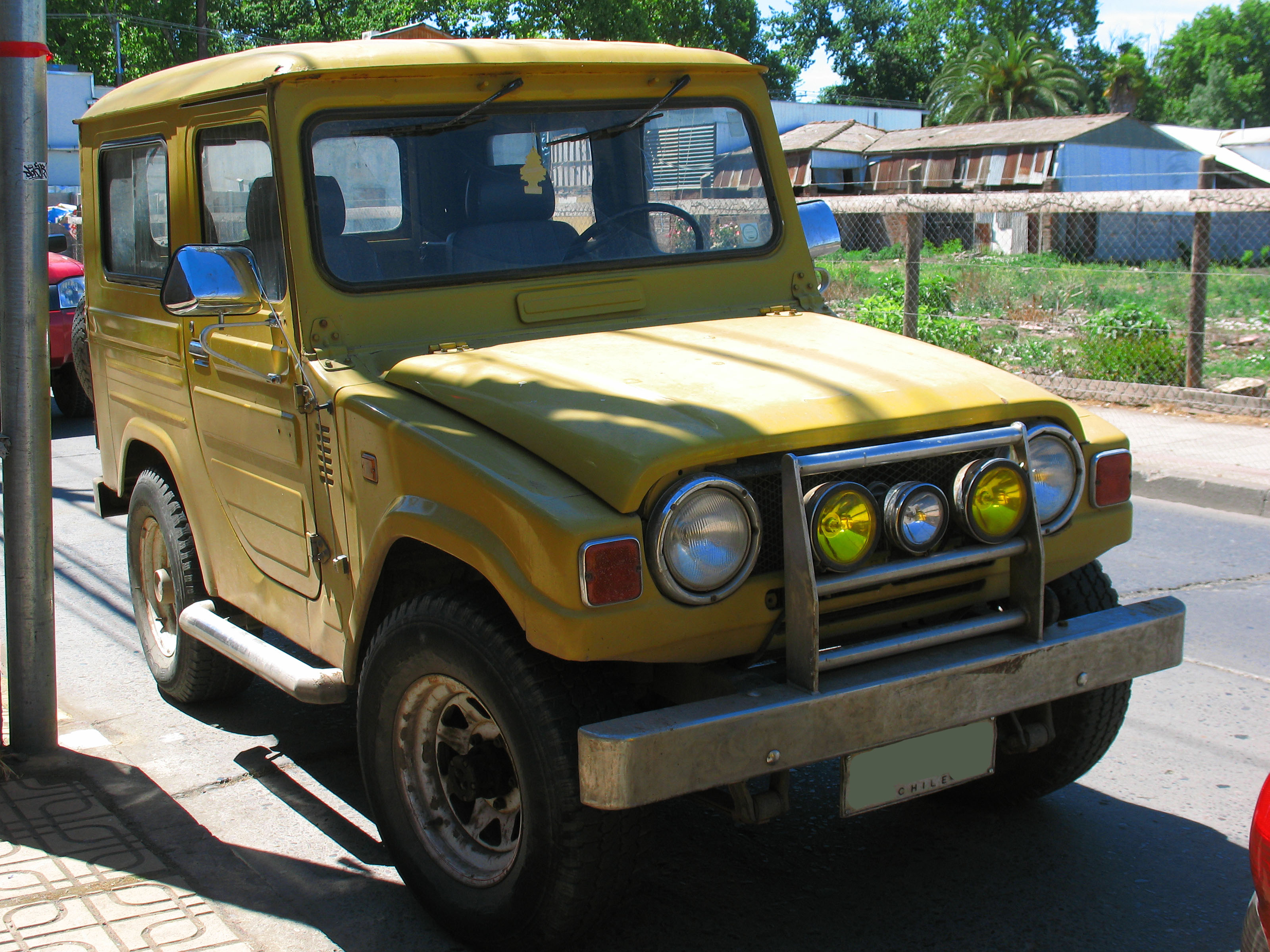
Daihatsu LF-20 (1980, Чили)
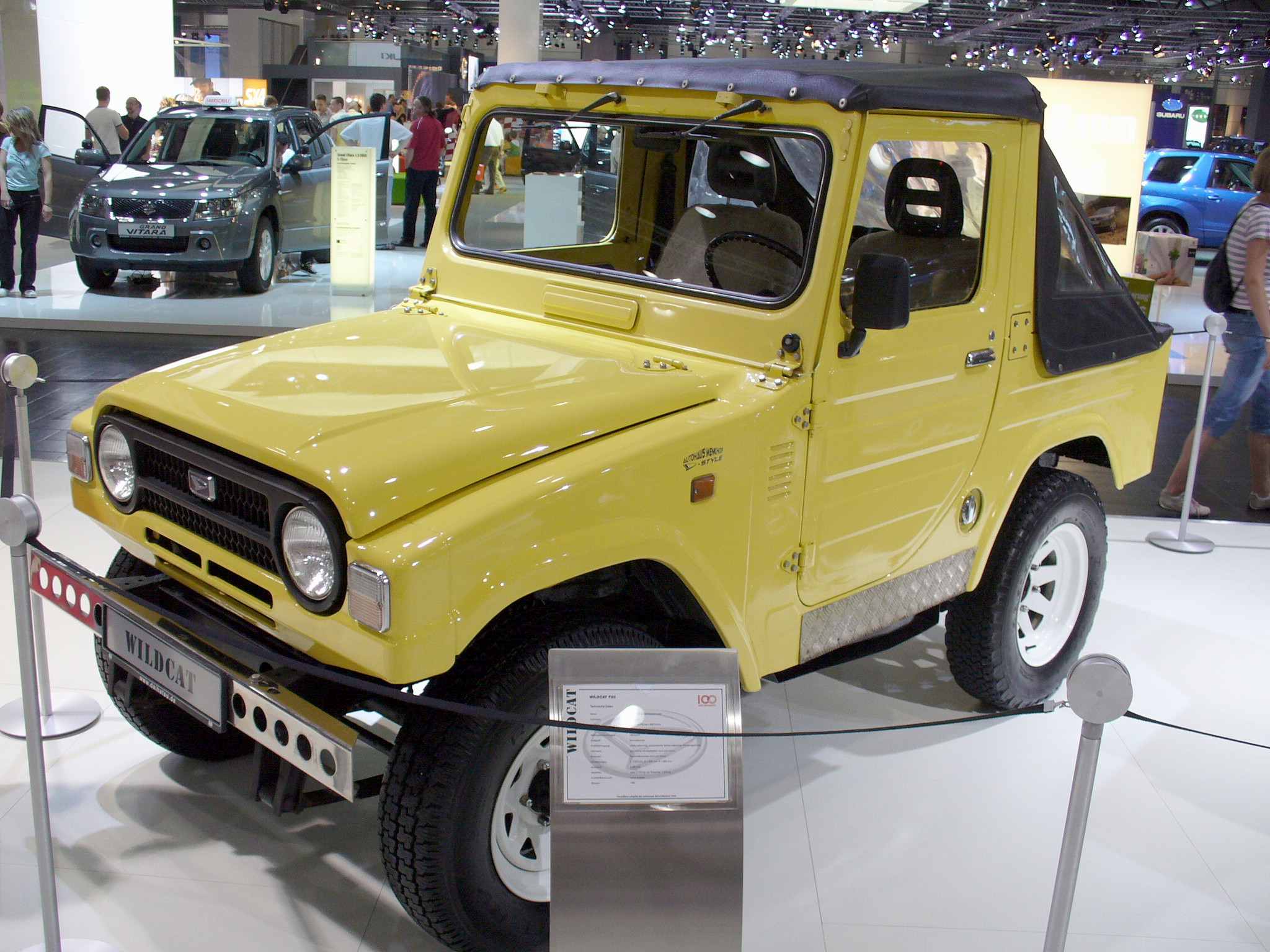
Daihatsu Wildcat